# Upplands runinskrifter 636
Upplands runinskrifter 636 är en vikingatida runsten av granit i Låddersta, Kalmar socken och Håbo kommun. Runstenen är 1,30 meter hög och 0,95 meter bred. Runhöjden är 7-10 centimeter.
"Arnfast", som stenen är rest till minne efter, är förmodligen samme man som omnämns på U 635. Det nämns i inskriften att Arnfast for till Gårdarike. Troligt är att han inte mer hördes av efter det och att man inte visste något om hans öde.

## Inskriften
Translitterering av runraden:
alui · lit · risa · stn · þtin · at · arfast · sun sin · hn · fur · ausʀ · i karþa
Normalisering till runsvenska:
Alvi let ræisa stæin þenna at Arnfast, sun sinn. Hann for austr i Garða.
Översättning till nusvenska:
Alve lät resa denna sten efter Arnfast, sin son. Han for österut till Gårdarike.